# Make It Right (음반)
《Make It Right》는 아벨(밴드)에서 제작한 두번째 스튜디오 앨범이다. 앨범은 9월 18일에 독립적으로 발매되었다.

## 평론
| 전문가 평가          | 전문가 평가 |
| 평가 점수            | 평가 점수   |
| 출처                 | 점수        |
| -------------------- | ----------- |
| Bring the Noise UK   | 7/10        |
| Christian Music Zine | 4.25/5      |
| HM Magazine          | [ 3 ]       |
| Indie Vision Music   | [ 4 ]       |
| Jesus Freak Hideout  | [ 5 ]       |
| Mind Equals Blown    | 9/10        |
| Sputnikmusic         | [ 7 ]       |
| This Is Not a Scene  | [ 8 ]       |

이 앨범은 HM 매거진에서 별 3개를 얻었고, 단 매킨토시에서 "이 음악의 소리는, 어떤 순간이건 모든것들은 산산히 부서질수 있음을 상기시켜준다."고 서술했다. 스푸트니크 뮤직에서 별 4.5개를 준 아담 노트는 "떠오름과 동시에 줄어들고 로있는 Make It Rignt는 다양한 아름다운 경우들로 들어차있다"고 썼다. 지져스 프릭 하이드아웃에서 별 4.5개를 준 스콧 프라이버거는 "Make It Right는 아벨의 가장 정직한 - 그리고 때론 대립을 일삼는 - 가사를 이제까지 특색으로 잡고 있다"라고 설명했다. 인디 비전 뮤직에서 별 3개를 준 사라 왈즈는 "Make It Rignt는 잔잔하고, 로큰롤 정신과 약간의 남부적인 느낌을 갖고있다."라고 말했다.
디스 이즈 낫 어 씬에서 앨범에 별 7.5개를 준 루이사는 "앨범은 완벽하게 (우리를) 밀어넣었고, 녹음은 흠잡을데 없었다"라고 썼다. 브링 더 노이즈 UK에서 별 7개를 준 셰린 말릭은 "Make It Right는 아벨만의 깊고 풍부한 소리가 완벽해지는 순간이다"라고 말했다. 마인드 이퀄 블로운에서 별 9개를 준 팀 도더릿지는 "Make It Right는 기억 할만한 진심어린 대체 록의 가면이며...활력과 고민, 정직함과 세심한 엄격성의 그물망이다. Make It Right는 스스로 2012년 최고의 앨범에 오를것이다."라고 서술했다. 크리스찬 뮤직 자인에서 5점 만점중 4점을 준 타일러 헤스는 "Make It Right는 인기투표에서 뛰어 올라가면서 확실하게 대접받을 것이다."라고 설명했다.